# Občina Mokronog - Trebelno
Občina Mokronog - Trebelno je ena od občin v Republiki Sloveniji. Občina je nastala 1. marca 2006 z izločitvijo iz občine Trebnje (obenem s sosednjo Občino Šentrupert). Sedež občine je v Mokronogu. 

## Naselja v občini
Beli Grič, Bitnja vas, Bogneča vas, Brezje pri Trebelnem, Brezovica pri Trebelnem, Bruna vas, Cerovec pri Trebelnem, Cikava, Dolenje Laknice, Dolenje Zabukovje, Drečji Vrh, Češnjice pri Trebelnem, Čilpah, Čužnja vas, Gorenja vas pri Mokronogu, Gorenje Laknice, Gorenje Zabukovje, Gorenji Mokronog, Hrastovica, Jagodnik, Jelševec, Križni Vrh, Log, Maline, Martinja vas pri Mokronogu, Mirna vas, Mokronog, Most, Ornuška vas, Ostrožnik, Podturn, Pugled pri Mokronogu, Puščava, Radna vas, Ribjek, Roje pri Trebelnem, Slepšek, Srednje Laknice, Sveti Vrh, Štatenberk, Trebelno, Velika Strmica, Vrh pri Trebelnem